# Dagon (fastighetsbolag)
Dagon var ett börsnoterat fastighetsbolag baserat i Malmö inriktat på kommersiella fastigheter i framförallt södra och mellersta Sverige. Fastigheterna hade ett marknadsvärde på drygt 5 miljarder kronor. Dagon noterades 2007 på Stockholmsbörsen.
Dagon förvärvades av fastighetsbolaget Klövern 2012.